# Réseau interuniversitaire des Grands Lacs
Le Réseau interuniversitaire des Grands Lacs (ou RIGL) est un réseau universitaire africain qui regroupe des universités de la région des Grands Lacs.

## Présentation
Créé en janvier 2010, le RIGL fédère des universités situées au Burundi, au Rwanda et au Kivu (région de la RDC).
Regroupant 24 universités, le RIGL a pour objectif de développer des actions concrètes de coopération entre ses membres, tant au niveau de la formation et de la recherche que de l'accès aux ressources documentaires.
Son siège est situé à Bujumbura, la capitale du Burundi.
Dans le but de valoriser sa production scientifique, le RIGL s'est associé à l'AUF pour diffuser les travaux de recherche des enseignants-chercheurs et doctorants de ses universités membres via la base à accès ouvert « Hyper articles en ligne ».